# Cotxe de cavalls

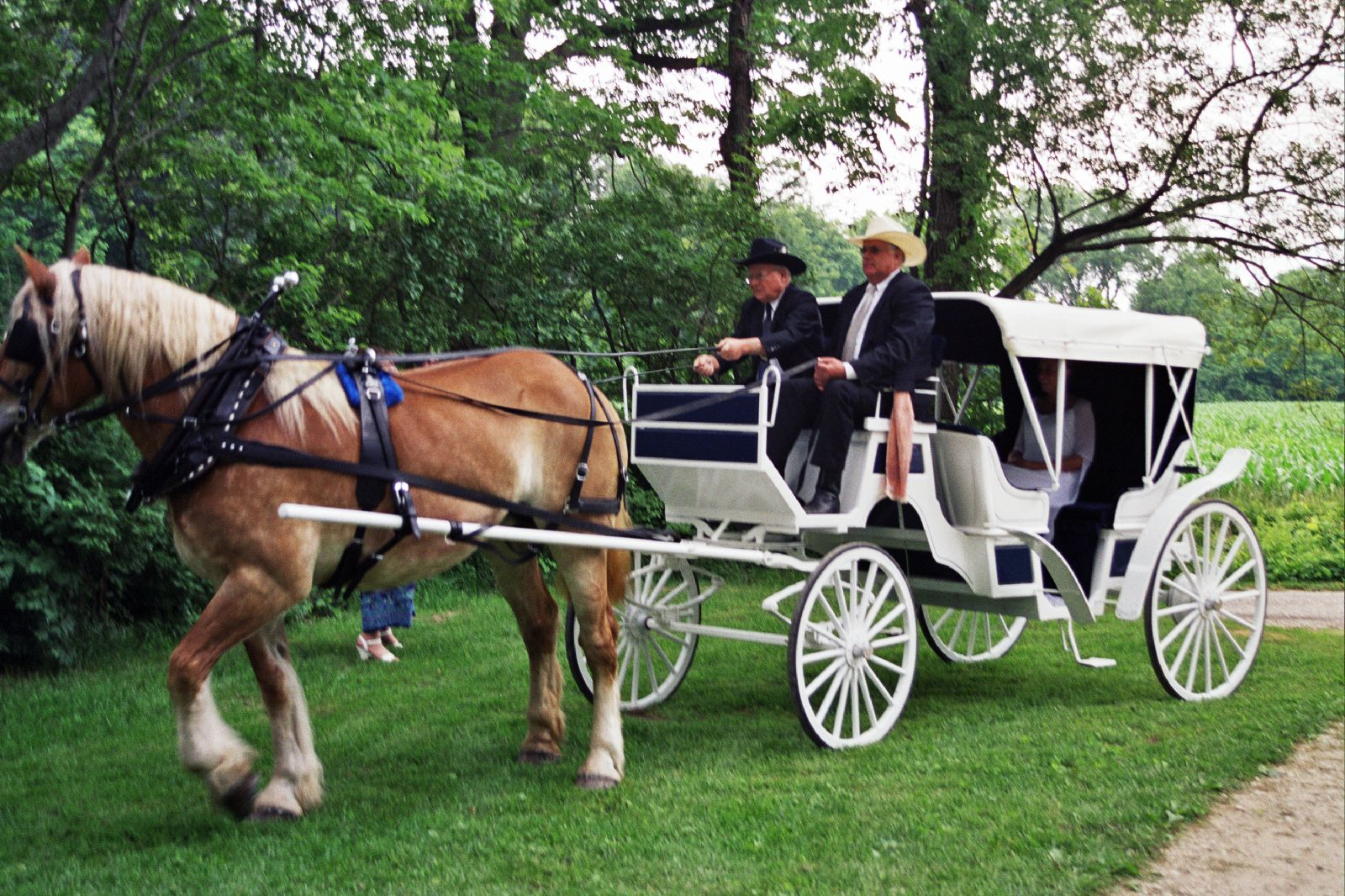
Cotxe de cavalls

Un cotxe de cavalls és un carruatge compost d'una caixa gran, semicircular o d'un altre tipus suspesa en corretges o posada sobre molles dins de la qual hi ha seients per a dos, quatre o més persones. Pot tenir unes portelles laterals amb finestretes amb vidres o sense, així com pot estar coberta, descapotada o tenir una capota abatible. Normalment té quatre rodes, però també hi ha cotxes de dues rodes.
Amb el desenvolupament dels vehicles de motor, els cotxes de cavalls pràcticament han desaparegut de les poblacions i els camins, sent substituïts per aquests (automòbils), excepte per a ocasions especials o amb propòsits turístics.

## Etimologia

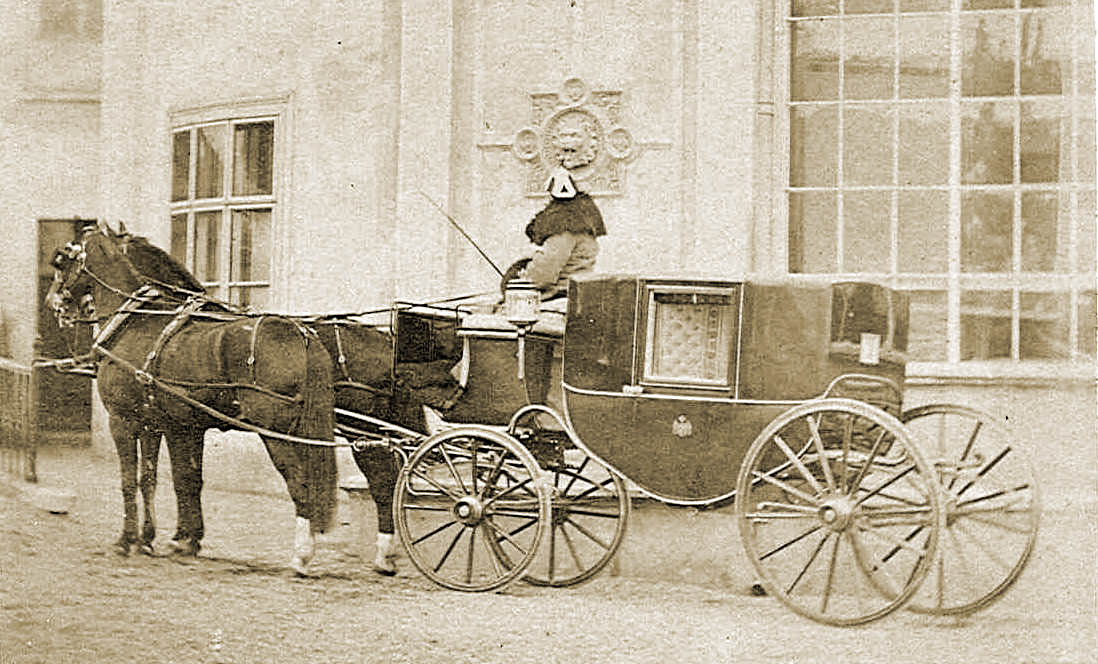
Cotxe de cavalls de noblesa, ca. 1870

Cat.DCVB: del cast. coche, al qual s'han assignat diversos orígens; tal vegada el més probable és el magiar kocsi, mat. sign. (Meyer-Lübke REW 4729).
Cast. Covarrubias: Alguns diuen que s'hagi dit coche, quasi curroche, com carrossa de curroza . A altres els sembla haver pres el nom del verb francès coucher, cubare, per anar dins del cotxe com tirat al seu llit. I també n'hi ha que diuen es deriva d'una població de Hongria, en què suposen van ser inventats o de la veu alemanya gutsche, llit de repòs. També podria venir de la veu anglesa Stagecoach "diligència o sigui transport a cavall de quatre rodes".

## Tipus de cotxes

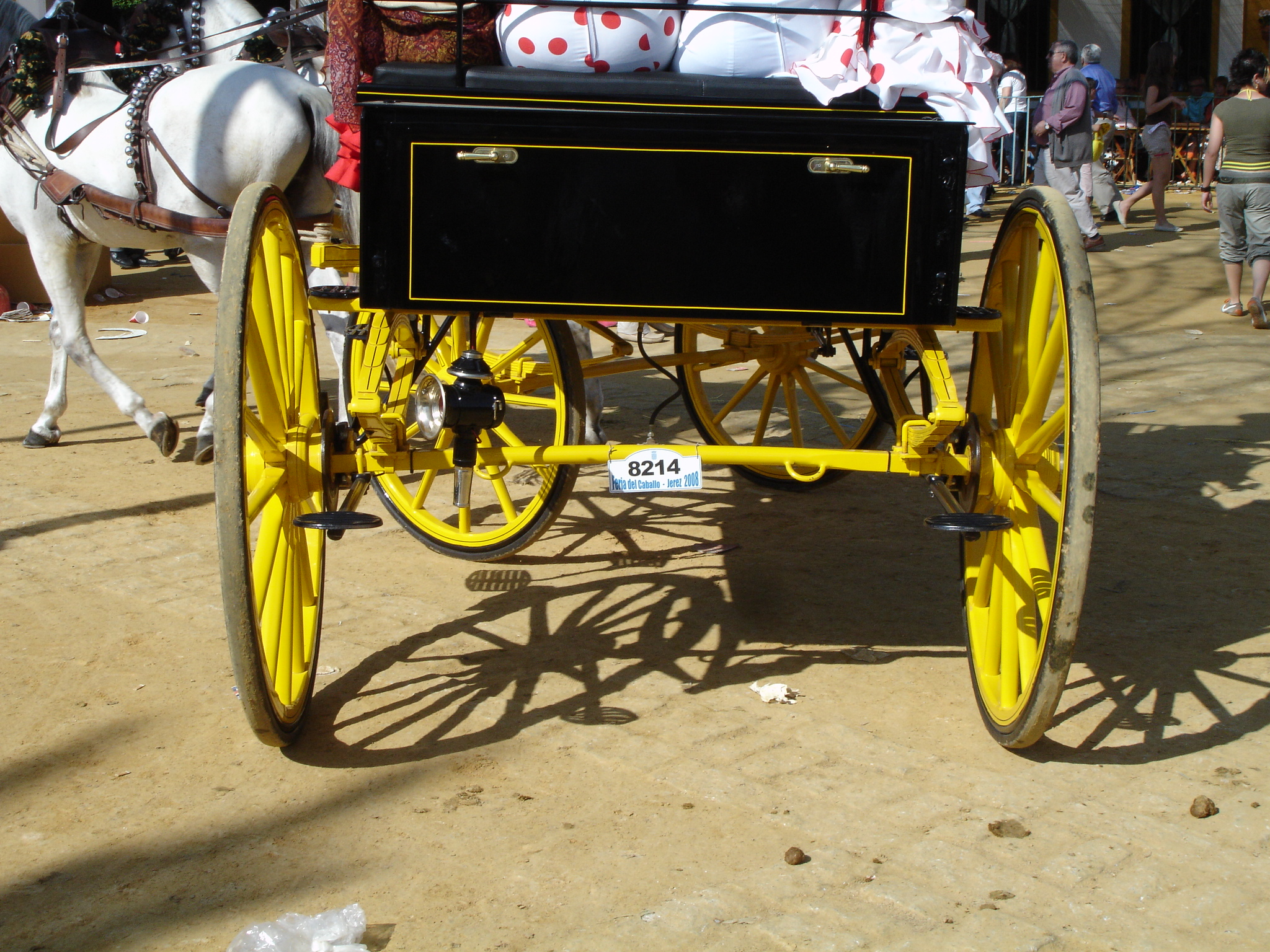
Matrícula obligatòria per a cotxes de cavalls a la Fira de Jerez

Per la seva forma o funció, es poden distingir els següents tipus de cotxes:
- Cotxe de camí. El destinat a fer viatges.
- Cotxe de colleres. El tirat per mules adornades amb colleres.
- Cotxe d'estreps. El que tnia seients a les portelles.
- Cotxe de regal o cotxe de rua. El que només s'usava per comoditat dins de les poblacions o per a curtes distàncies.
- Cotxe de vares. El que tenia dues vares entre les quals s'enganxava el cavall de tir.
- Cotxe de biga. El que en lloc de vares, tenia una biga per sota.
- Cotxe pesseter. El de lloguer que no és de camí.

## Història
La invenció no data més enllà del segle XVI. Abans d'aquesta època i encara molt després d'ella les persones distingides viatjaven en llitera i per les ciutats en cadira de mà o a cavall, comunament en mules, particularment els metges.
Gonzalo Fernández d'Oviedo diu que la princesa Margarida, quan va venir a casar-se amb el príncep don Joan, va portar l'ús dels cotxes de quatre rodes i que havent-se tornat vídua a Flandes van cessar tals carros i van quedar les lliteres que abans es feien servir.

## Península ibèrica
El primer cotxe que es va veure a la Península va ser pels anys de 1546, segons ho expressa Mendes Silva en el seu Catàleg Reial d'Espanya. No obstant això, Vanderkamen, historiador del senyor Joan d'Àustria, suposa que el primer cotxe que va caminar per aquests regnes va ser el que va portar el 1554 Cárlos Pubest, criat de l'emperador Carles V. que les cròniques d'aquells temps qualifiquen de carro tot daurat de dins i de Fora á la italiana . Aquest seria sens dubte el primer cotxe que es va veure a Barcelona.

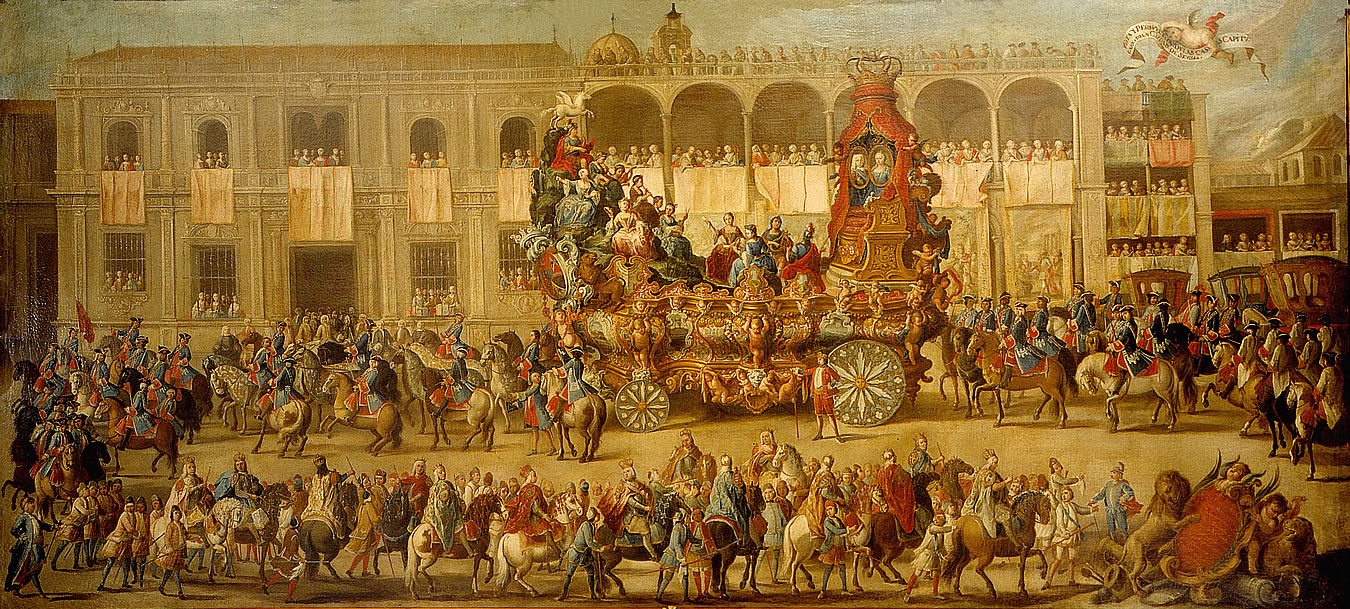
El carro del Parnàs i altres carruatges, 1748

El 23 de febrer de 1559, va fer la seva magnífica entrada en Barcelona el lloctinent general García de Toledo amb la seva dona Victòria Colona, en un magnífic cotxe.
Després de referir l'esmentat Vanderkamen que el príncep don Joan solia anar a visitar a la Mare de Déu de Regla a Andalusia, en una carreta de bous, amb la duquessa de Medina, afegeix:
Conseqüent a això sens dubte va ser que en 1578, accedint Felip II a la petició de les Corts, va prohibir tenir cotxes i carrosses sinó amb quatre cavalls, propis de l'amo del carruatge, la disposició es va ampliar en 1593 als cotxets i carros llargs. Més endavant, en 2 de juny de 1600, Felip III tenint en consideració el que li van exposar els procuradors de Corts, va permetre portar dos cavalls en els cotxes i carrosses, però del que disposen les lleis anteriors. Felip II va prohibir en 11 d'octubre de 1579, les carrosses amb seda i guarnicions d'or i plata. Felip III, per pragmàtica donada a Sant Llorenç a 2 de gener de 1600 i després per altres publicades a Madrid a 3 de gener i 7 d'abril de 1611 va prohibir els folres, cobertes i brodats d'or, plata i seda a les cadires de mans, cotxes i lliteres.
El mateix monarca, en 8 de juny de 1619, va autoritzar per caminar en cotxes de dos mules als pagesos de vint e cinc faneques de terra, la disposició va ser revocada per pragmàtica de Felip IV de 11 de febrer de 1628 i posada novament en observança pel mateix rei ateses les raons dels procuradors de Corts en 1632.
Carles II, per bàndol de 16 de juliol de 1678, va prohibir fer servir mules i mascles en cotxes, estufes, calesses i altres ports de rua. Després Felip V va prohibir a 1723 i 1729 l'ús de sis mules o cavalls en els cotxes, dins de la cort, etc., fins que Carles III en 1785 va prohibir més de dos mules o cavalls en els cotxes, berlines i altres carruatges de rua. Felip V, EE 5 de novembre de 1723, va disposar l'adorn que havien de tenir els cotxes i cadires de mà d'acord amb el manat en la llei precedent. Felip III, per pragmàtica de 1604 i per una altra de 1611 va prohibir usar els homes de cadires de mans. El mateix monarca, en 3 de gener de l'esmentat any de 1611, va limitar l'ús del cotxe a determinades persones en la pragmàtica es llegeixen les disposicions següents:
Que persona alguna de cualquier estado, calidad y condición, pueda hacer ni mandar hacer coche de nuevo sin licencia del Presidente del Consejo
En l'aclariment d'aquesta llei que es va publicar el 4 d'abril de el mateix any es va establir, entre altres coses menys importants, que la prohibició de ruar amb cotxe s'entengui en totes les ciutats, viles i llocs d'Espanya; que quan es permet als homes que tenen llicència per caminar en cotxe, que puguin portar-hi els que volguessin portant homes, més sent dones sigui només a les seves dones pròpies, mares, àvies, filles, sogres i nores; i que els fills de les persones que tingui llicència per caminar en cotxe, puguin caminar en ells encara que els pares no vagin dins fins a l'edat de deu anys i no més.
Segons les lleis recopilades espanyoles estava prohibit l'ús del cotxe o un altre carruatge a la cort els tres dies últims de la Setmana Santa ; és a dir, durant el dijous, divendres i dissabte, sota una determinada pena llevat amb llicència de l'alcalde de la caserna donada per escrit, etc. A Madrid de segle xviii, gràcies a l'invent de Simón es desenvolupa el cotxe simón com carruatge de lloguer.

## França

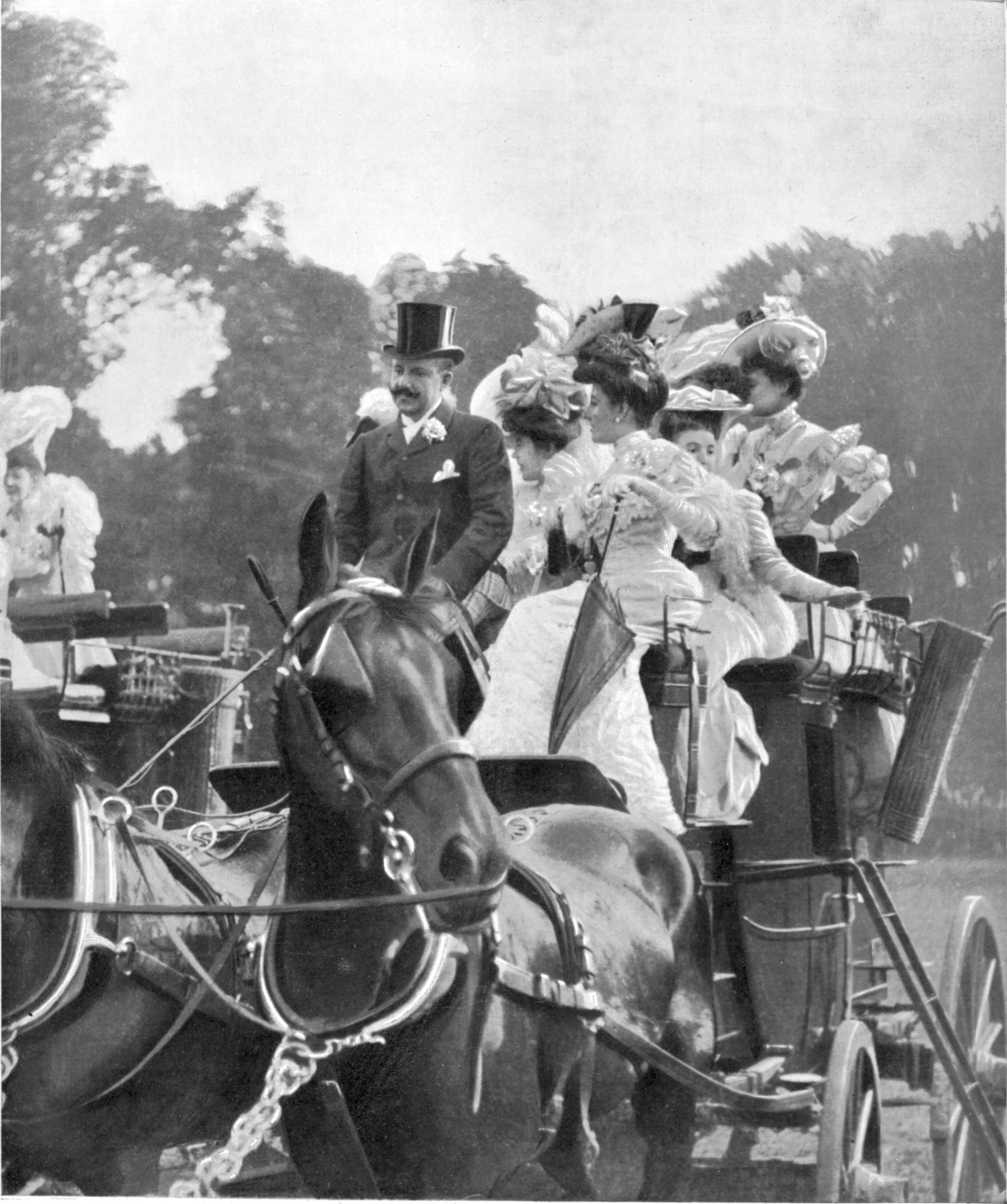
Correu francès, 1906.

A França no eren al segle XVI gaire abundants els cotxes. Enric IV s'excusava amb Sully, de no haver pogut anar a veure-li perquè la seva dona havia pres el seu cotxe. En temps de Francesc I no hi havia encara en París més que 3 carrosses o cotxes; el de la reina, el de Diana de Poitiers, amant d'Enric II i el tercer pertinença a René o Renato de la val, que no podia anar a cavall, ni caminar per ser tan gruixut.
Els carruatges coneguts amb el nom de missatgeries, diligències, etc., van ser establerts per primera vegada a França a compte de les universitats literàries, per a la conducció i transport dels estudiants en elles. Els conductors eren responsables del comportament dels escolars durant el viatge.
En 1595 Enric III de França va establir missatgeries reals concedint des de llavors a la universitat de París cert dret sobre elles per via d'indemnització que va cobrar fins a l'any 1719. Molt després, el públic va començar a encarregar-los algunes cartes i la conducció de certes mercaderies ajudant a un major desenvolupament.
En 1825 es van crear a París, després a Londres i successivament a Barcelona una espècie de missatgeries per al transport de persones i efectes d'una caserna de ciutat a un altre i a aquests cotxes, per la seva gran capacitat, se'ls va donar el nom d'omnibus.

## Gran Bretanya i EUA

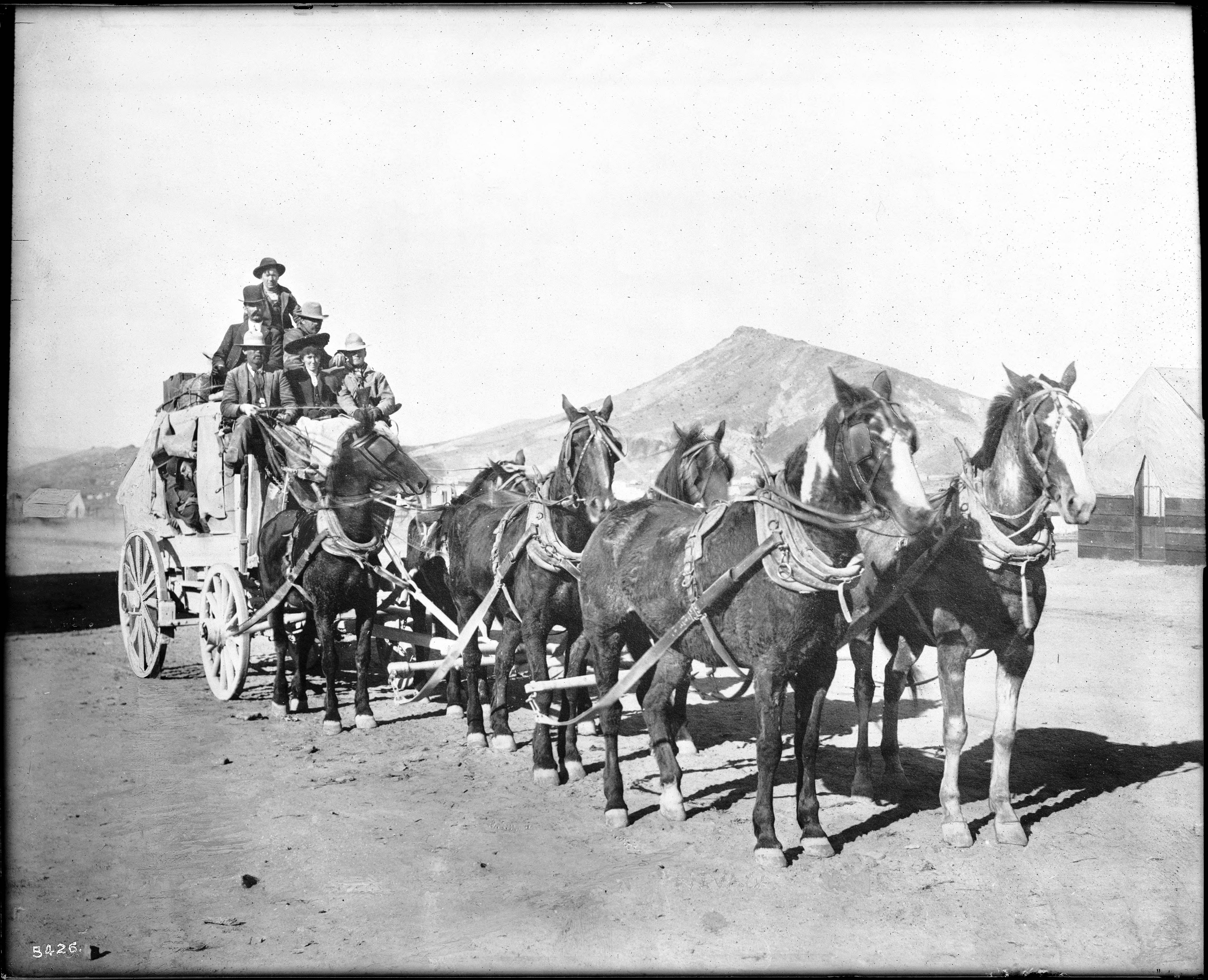
Goldfield (Nevada), 1905

La primera descripció bruta d'un cotxe de cavalls va ser en un manuscrit anglès del segle xiii. La primera ruta de stagecoaches enregistrada a Gran Bretanya va començar el 1610 i anava d'Edimburg a Leith. Això va ser seguit per una proliferació constant d'altres rutes al voltant de l'illa. A mitjans del segle xvii, s'havia establert una infraestructura bàsica. Una sèrie de fondes funcionaven com a punts d'aturada per als viatgers de la ruta entre Londres i Liverpool, un cotxe sortia tots els dilluns i dijous i trigava aproximadament deu dies a fer el viatge durant els mesos d'estiu. cotxe de cavalls també es van adoptar àmpliament per a viatjar a Londres i als voltants a mitjans del segle i, en general, viatjaven a pocs quilòmetres per hora. Les primeres obres de Shakespeare es van representar en posades de descans pels cavalls com The George Inn, Southwark. A finals del segle xvii hi havia cotxes de cavalls que circulaven amunt i avall per les tres carreteres principals d'Anglaterra. [9] La ruta Londres-York es va anunciar el 1698.

## Països Catalans

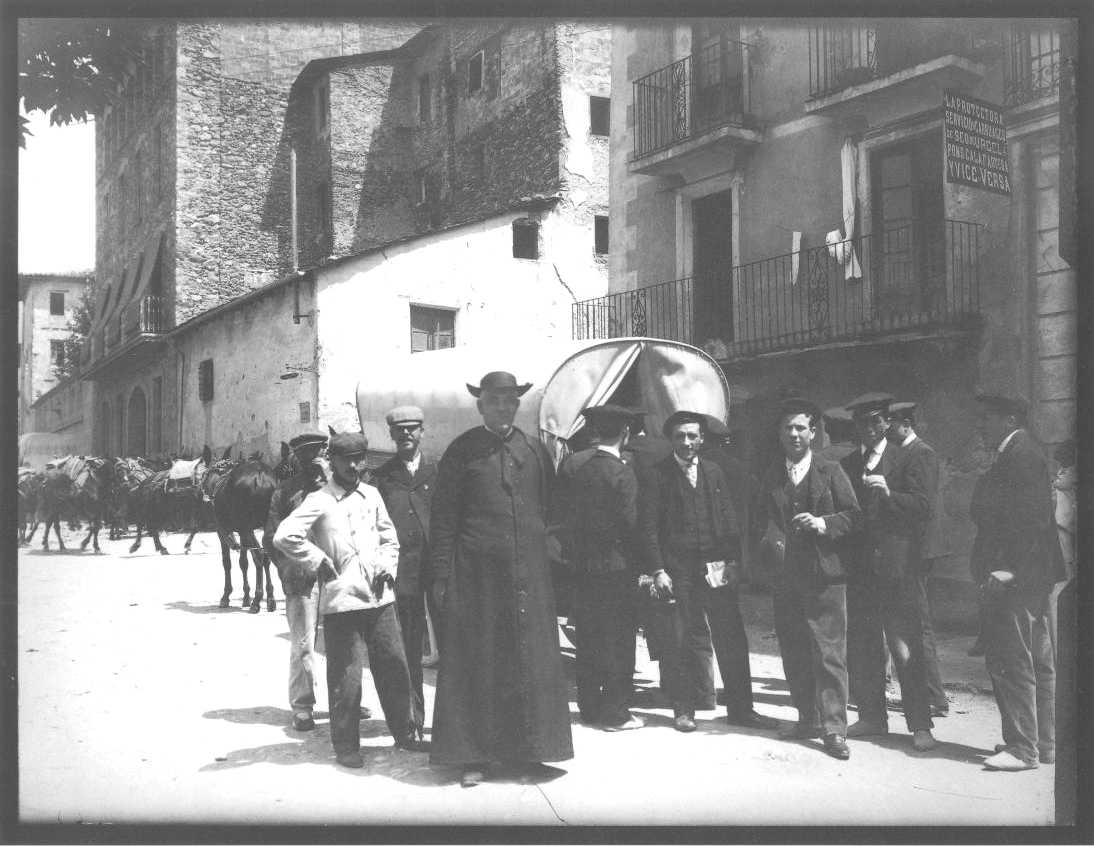
Sortida de diligències des de la Plaça de Catalunya de la Seu d'Urgell l'any 1900

Les primeres diligències dels Països Catalans apareixen el 1815 per a comunicar Reus i Barcelona, a iniciativa del comerciant Josep Brunet. El carruatge, que portava passatgers i missatgeria, sortia del carrer de Jesús, a Reus, passava per Tarragona, el Vendrell, Vilafranca i Martorell i arribava a la Rambla dels Caputxins de Barcelona al cap de deu hores i mitja. L'endemà feia el trajecte en sentit contrari.
El 1840 es fundà la Societat de Diligències i Missatgers de Catalunya. Realitzaven el servei de transport de persones i del correu. El cotxe tenia una capacitat de vuit persones. Malgrat la competència del ferrocarril, les diligències continuaren el seu camí durant tot el segle xix realitzant les rutes per on no passava el tren. Cal tenir en compte que la primera línia de ferrocarril que s'instal·là als Països Catalans fou el 1848 per unir Barcelona i Mataró.

### Documents
- 1771.[11]

| «                                                     | “ El primer proyecto que hubo en España de esta especie fué por el año de 1771, durante el reinado del Sr. D. Carlos III, que fué quien empezó á dar impulso á la construccion de caminos y canales, conociendo su grande importancia, y que sin ellos no era posible que prosperasen la agricultura, la industria ni el comercio. Buenaventura Roca y Compañía, vecino de Barcelona, fué quien propuso establecer un servicio de carruages en Diligencia desde Madrid á Cadiz, mediante la concesion de un privilegio esclusivo por 25 años, y otros beneficios; mas á pesar de habérsele otorgado esta gracia y espedídosele la oportuna real cédula, no se llevó á cabo dicho proyecto por motivos que se ignoran.” | » |
| — Manual de diligencias. Antonio Gutiérrez González . | |   |

- 1818.[12]

| «                                                                         | “ El establecimiento de diligencias y mensagerias de Cataluña principió en Barcelona en 16 de junio de 1818, fundando una compañía de Catalanes, en virtud de real permiso de 5 de abril anterior, una diligencia dos veces por semana de ida y vuelta de Valencia; y en julio del mismo año le fue confiada la conducción de la correspondencia pública. En octubre de 1819 empezó á admitir asientos para continuar desde Valencia á Madrid, con la diligencia que empezó á corres en aquel trecho. A principios del año 1819, la compañía estableció carruages de carguío llamados mensagerias de la diligencia, para el trasporte de géneros y viajeros desde Barcelona a Valencia y více-versa”. | » |
| — Diccionario geográfico-estadístico-histórico de España. Pascual Madoz . | |   |